# Lijst van voetbalinterlands Syrië - Zuid-Jemen
Deze lijst van voetbalinterlands is een overzicht van alle officiële voetbalwedstrijden tussen de nationale teams van Syrië en Zuid-Jemen. De landen hebben twee keer tegen elkaar gespeeld. De eerste ontmoeting, een wedstrijd tijdens de Palestina Cup 1973, werd gespeeld in Tripoli (Libië) op 16 augustus 1973. Het laatste duel, een wedstrijd tijdens de Pan-Arabische Spelen 1976, vond plaats op 10 oktober 1976 in Damascus.

## Wedstrijden
| № | Plaats   | Datum            | Competitie                | Wedstrijd          | Uitslag |
| - | -------- | ---------------- | ------------------------- | ------------------ | ------- |
| 1 | Tripoli  | 16 augustus 1973 | Palestina Cup 1973        | Syrië − Zuid-Jemen | 7 − 1   |
| 2 | Damascus | 10 oktober 1976  | Pan-Arabische Spelen 1976 | Syrië − Zuid-Jemen | 1 − 2   |

## Samenvatting
| Competitie           | Totaal gespeeld | Winst Syrië | Gelijk | Winst Zuid-Jemen | Doelsaldo Syrië – Zuid-Jemen |
| -------------------- | --------------- | ----------- | ------ | ---------------- | ---------------------------- |
| Palestina Cup        | 1               | 1           | 0      | 0                | 7 − 1                        |
| Pan-Arabische Spelen | 1               | 0           | 0      | 1                | 1 − 2                        |
| Totaal               | 2               | 1           | 0      | 1                | 8 − 3                        |

SFA · A-internationals · Syrisch vrouwenelftal
1940 - 1949 · 
1950 - 1959 · 
1960 - 1969 · 
1970 - 1979 · 
1980 - 1989 · 
1990 - 1999 · 
2000 – 2009 · 
2010 – 2019 ·
2020 − 2029
Afghanistan ·
Algerije ·
Australië ·
Bahrein ·
Bangladesh ·
Cambodja ·
China ·
Cyprus ·
Egypte ·
Filipijnen ·
Griekenland ·
Guam ·
Haïti ·
Hongkong ·
India ·
Indonesië ·
Irak ·
Iran ·
Japan ·
Jemen ·
Jordanië ·
Kazachstan ·
Kirgizië ·
Koeweit ·
Laos ·
Libanon ·
Libië ·
Malediven ·
Maleisië ·
Marokko ·
Mauritanië ·
Mauritius ·
Myanmar ·
Nepal ·
Noord-Korea ·
Oezbekistan ·
Oman ·
Pakistan ·
Palestina ·
Qatar ·
Rusland ·
San Marino ·
Saoedi-Arabië ·
Singapore ·
Soedan ·
Sovjet-Unie ·
Sri Lanka ·
Tadzjikistan ·
Taiwan ·
Thailand ·
Tunesië ·
Turkije ·
Turkmenistan ·
Venezuela ·
Verenigde Arabische Emiraten ·
Vietnam ·
Wit-Rusland ·
Zuid-Jemen ·
Zuid-Korea ·
Zweden
Algerije ·
Bahrein ·
Egypte ·
Ethiopië ·
Guinee ·
Indonesië ·
Irak ·
Iran ·
Japan ·
Jordanië ·
Marokko ·
Mauritanië ·
Saoedi-Arabië ·
Syrië ·
Tunesië ·
Zuid-Korea